# Preandino Aravaki
Preandino Aravaki (Preandino Arahuacanos, Preandino Arawakanos, arawak preandino), zbirni naziv jezicima i plemenima Maipurean Indijanaca, Velika porodica Arawakan, nastanjenih u džunglama istočnog Perua i zapdnog Brazila. Smatra se da su ova plemena u krajeve u podnožjima Anda doselili u neka stara vremena migracijama sa sjevera Južne Amerike. Ova hipotetska seoba završila je tek na vrhovima Anda gdje su aravačkii mogući potomci plemena Uru, Chango i Puquina.
Najpoznatiji predstavnici Preandino Aravaka su današnji Campa, Piro i Machiguenga Indijanci, no broj plemena koja su poznata pod raznim nazivima daleko je veći. Utjecaj Indijanaca s Anda (Inke) je postojao, ali nije bio velik. Ime jednog od plemena ili skupine plemena bilo je Anti, po kojima su i same Ande dobile ime, a po njima je prozvan i istočni dio carstva Inka, Antisuyu.

## Plemena i jezici
U Pre-Andine Arawajke pripadaju: a) Peru: Antaniri, Anti, Camatica, Campa ili Kampa sa svojim podskupinama, Catongo, Chicheren, Chontaquiro, Huachipairi, Machiguenga, Masco, Pangoa, Piro, Quimbiri, Quirinairi, Simirinch, Sirineri, Tampa, Ugunichiri i Unini; b) Brazil: Cacharari, Canamari, Catiana, Catuquina, Cujisenajeri, Cuniba, Cutinana, Inapari, Ipurina, Maniteneri, Maraua, Uaraicu, Uainamari ili Wainamari,